# Пересмішник рудий
Пересмішник рудий (Mimus dorsalis) — вид горобцеподібних птахів родини пересмішникових (Mimidae).

## Поширення
Вид поширений в Аргентині, Болівії та зрідка на півночі Чилі. Його природними середовищами існування є субтропічні або тропічні висотні чагарники, пасовища та сильно деградований колишній ліс.

## Опис
Птах завдовжки до 24 см. Колір верхньої сторони коливається від сірувато-червонувато-коричневого до сірувато-бордово-коричневого. Крила мають дві щільно розташовані білі лінії та велику білу пляму на криючих і в основі крил. Спина блідо-червоно-коричнева. Чорнуватий хвіст має темно забарвлені краї на внутрішніх кермових перах, тоді як чотири зовнішніх кермових пера білі. Над оком є коричнево-жовто-білувата смужка. Лоральна смужка та щоки чорнуваті. Оперення на нижній стороні тіла білуватого кольору.